# Los casos del capitán Flores. Killer presunto
Los casos del capitán Flores. Killer presunto es la segunda novela policíaca de la escritora italiana Laura Mancinelli publicada en 1998.

## Resumen
De nuevo el más célebre de los semiólogos italianos cruzándose en el camino del capitán Florindo Flores, en el segundo de sus justamente famosos casos. Que lo pilla, sin embargo, ahora sí jubilado, en la Cerdeña natal. Mugrones de buganvilla, zapátos huérfanos, disparos a la babalá y "un perfume de hierbas aromáticas, del tomillo al serpol, de la mejorana al romero y, dominándolo todo, el hinojo silvestre". Lee, dilecto lector.

## Ediciones
- Killer presunto. Los casos del capitán Flores, II / trad. Atalaire. Días Contados, 2012, 129 p. ISBN 978-84-939638-2-8